# Halterofilismo nos Jogos Paralímpicos de Verão de 2012 - Até 67,5 kg masculino
A disputa da categoria até 67,5 kg masculino foi realizada no dia 2 de setembro no Complexo ExCel, em Londres.

## Medalhistas
| Ouro   | CHN Liu Lei           |
| Prata  | IRI Rouhollah Rostami |
| Bronze | EGY Shaaban Ibrahim   |

## Formato de competição
Os atletas foram divididos em dois grupos. Os atletas do grupo A, favoritos a medalha, competem depois dos atletas do grupo B. Cada atleta tem 3 tentativas para efetuar um movimento válido. Uma quarta tentativa será permitida apenas se o atleta tiver a intenção de quebrar um recorde mundial ou paralímpico, no entanto, essa quarta tentativa não contará para o resultado final. Se houver empate entre dois ou mais atletas, prevalecerá aquele que tiver a menor massa corporal.

## Recordes
| Recorde mundial     | 225,0 kg | CHN Liu Lei         | Sharjah, Emirados Árabes Unidos | 2 de dezembro de 2011  |
| Recorde paralímpico | 217,5 kg | EGY Metwaly Mathana | Pequim, China                   | 13 de setembro de 2008 |

O halterofilista chinês Liu Lei quebrou ambos os recordes nesta competição.

## Resultados
| Pos.   | Atleta                            | Grupo | Massa corporal (kg) | Tentativas (kg) | Tentativas (kg) | Tentativas (kg) | Tentativas (kg) | Resultado (kg) |
| Pos.   | Atleta                            | Grupo | Massa corporal (kg) | 1               | 2               | 3               | 4               | Resultado (kg) |
| ------ | --------------------------------- | ----- | ------------------- | --------------- | --------------- | --------------- | --------------- | -------------- |
| Ouro   | CHN Liu Lei                       | A     | 67,00               | 218,0           | 225,5           | 225,5           | 226,0           | 218,0          |
| Prata  | IRI Rouhollah Rostami             | A     | 67,10               | 205,0           | 208,0           | 219,0           | –               | 208,0          |
| Bronze | EGY Shaaban Ibrahim               | A     | 66,02               | 195,0           | 202,0           | 209,0           | –               | 202,0          |
| 4      | COL Jainer Rafael Cantillo Guette | A     | 66,43               | 193,0           | 196,0           | 203,0           | –               | 193,0          |
| 5      | NGR Tolu-Lope Taiwo               | A     | 66,58               | 185,0           | 193,0           | 195,0           | –               | 185,0          |
| 6      | TKM Sergey Meladze                | A     | 63,56               | 180,0           | 180,0           | 185,0           | –               | 180,0          |
| 7      | BRA Alexsander Whitaker           | B     | 67,41               | 165,0           | 165,0           | 176,0           | –               | 165,0          |
| 8      | CUB Luis Israel Perea Polo        | B     | 66,52               | 160,0           | 180,0           | 183,0           | –               | 160,0          |
| 9      | GHA Charles Narh Teye             | B     | 67,25               | 140,0           | 142,0           | 142,0           | –               | 140,0          |
| 10     | IRL Roy Guerin                    | B     | 65,59               | 128,0           | 131,0           | 134,0           | –               | 131,0          |
| —      | IND Rajindersingh Rahelu          | B     | 67,34               | 175,0           | 175,0           | 175,0           | –               | —              |

Legenda
| Recorde mundial      | Recorde mundial (World record)               |                       | Recorde africano                      | Recorde africano (African) |                                           | Q | Classificado por posição (Qualified) |
| Recorde paralímpico  | Recorde paralímpico (Paralympic record)      | Recorde da América    | Recorde da América (Americas)         | q                          | Classificado por melhor tempo (Qualified) |   |                                      |
| Melhor marca do ano  | Melhor marca do ano (World leading)          | Recorde asiático      | Recorde asiático (Asian)              | DNS                        | Não largou (Did not start)                |   |                                      |
| Recorde nacional     | Recorde nacional (National record)           | Recorde europeu       | Recorde europeu (European)            | DNF                        | Não terminou (Did not finish)             |   |                                      |
| Recorde pessoal      | Recorde pessoal do atleta (Personal best)    | Recorde da Oceania    | Recorde da Oceania (Oceania)          | DSQ / DQ                   | Desclassificado (Disqualified)            |   |                                      |
| Recorde da temporada | Recorde da temporada do atleta (Season best) | Recorde sul-americano | Recorde sul-americano (South America) | NM                         | Sem marca (No mark)                       |   |                                      |